# Kristoffer Näfver
Kristoffer Näfver (sinh ngày 28 tháng 3 năm 1986]) là một cầu thủ bóng đá người Thụy Điển thi đấu cho Rynninge IK. Anh cũng là giám đốc thể thao của câu lạc bộ.

## Sự nghiệp
Näfver khởi đầu sự nghiệp ở Adolfsbergs IK và năm 2004 anh gia nhập Örebro SK. Anh thi đấu cho Örebro SK đến năm 2009, trừ nửa sau mùa giải 2008 khi anh thi đấu theo dạng cho mượn cho Djurgårdens IF.